# Copa Santa Fe Femenina 2019
La Copa Santa Fe Femenina 2019 fue la primera edición de esa competición oficial, organizada por la Federación Santafesina de Fútbol, en la que participan los equipos de la provincia de Santa Fe de los campeonatos femeninos del fútbol argentino junto con los representantes de las ligas regionales de la provincia.
Consagró campeón al Club Atlético Unión de Santa Fe, club afiliado a la Liga Santafesina de Fútbol, que logró de esta manera su primer título.

## Sistema de disputa
Los 8 equipos participantes se dividieron en dos grupos de cuatro equipos cada uno de acuerdo a su cercanía geográfica: la Zona Centro-Norte y la Zona Sur, con sede en Villa Ocampo y Cañada de Gómez respectivamente. Dentro de cada grupo se enfrentaron una vez entre sí, por el sistema de todos contra todos. Según el resultado de cada partido se otorgaron tres puntos al ganador, un punto a cada equipo en caso de empate y ninguno al perdedor. Pasaron a la siguiente ronda los dos primeros equipos de cada grupo.
En la fase final, los 4 equipos clasificados disputaron una serie de eliminatorias en la ciudad de Santa Fe, compuestas por semifinales, tercer puesto y final, hasta consagrar al campeón. Si la serie finalizó empatada en el global, se definió por penales.
|                            |                            | Equipos que entran en esta fase                                               | Equipos que provienen de la fase anterior                                                                       |
| -------------------------- | -------------------------- | ----------------------------------------------------------------------------- | --- |
| Fase de grupos (8 equipos) | Fase de grupos (8 equipos) | - 5 equipos de las ligas regionales. - 3 selecciones de las ligas regionales. | |
| Fase final (4 equipos)     | Fase final (4 equipos)     |                                                                               | - 2 equipos clasificados primeros de la fase de grupos. - 2 equipos clasificados segundos de la fase de grupos. |

## Equipos participantes
| Liga                                             | Equipo                                     | Ciudad                                     | Departamento                               |                                            |                                            |                                            |
| Campeonatos femeninos del fútbol argentino       | Campeonatos femeninos del fútbol argentino | Campeonatos femeninos del fútbol argentino | Campeonatos femeninos del fútbol argentino | Campeonatos femeninos del fútbol argentino | Campeonatos femeninos del fútbol argentino | Campeonatos femeninos del fútbol argentino |
| ------------------------------------------------ | ------------------------------------------ | ------------------------------------------ | ------------------------------------------ | ------------------------------------------ | ------------------------------------------ | ------------------------------------------ |
| Primera División A 1.ª categoría Sin equipos     |                                            |                                            |                                            |                                            |                                            |                                            |
| Primera División B 2.ª categoría Sin equipos     |                                            |                                            |                                            |                                            |                                            |                                            |
| Primera División C 3.ª categoría Sin equipos     |                                            |                                            |                                            |                                            |                                            |                                            |
| Ligas regionales de Santa Fe                     |                                            |                                            |                                            |                                            |                                            |                                            |
| Asociación Rosarina de Fútbol 1 equipo           | Rosario Central                            | Rosario                                    | Rosario                                    |                                            |                                            |                                            |
| Liga Cañadense de Fútbol 1 equipo                | Selección                                  | Cañada de Gómez                            | Iriondo                                    |                                            |                                            |                                            |
| Liga Casildense de Fútbol Sin equipos            |                                            |                                            |                                            |                                            |                                            |                                            |
| Liga de Fútbol Regional del Sud Sin equipos      |                                            |                                            |                                            |                                            |                                            |                                            |
| Liga Departamental de Fútbol San Martín 1 equipo | Selección                                  | San Jorge                                  | San Martín                                 |                                            |                                            |                                            |
| Liga Deportiva del Sur 1 equipo                  | Selección                                  | Alcorta                                    | Constitución                               |                                            |                                            |                                            |
| Liga Esperancina de Fútbol 1 equipo              | Defensores del Oeste                       | Esperanza                                  | Las Colonias                               |                                            |                                            |                                            |
| Liga Galvense de Fútbol Sin equipos              |                                            |                                            |                                            |                                            |                                            |                                            |
| Liga Interprovincial de Fútbol Sin equipos       |                                            |                                            |                                            |                                            |                                            |                                            |
| Liga Ocampense de Fútbol 1 equipo                | Racing El Campesino                        | Villa Ocampo                               | General Obligado                           |                                            |                                            |                                            |
| Liga Rafaelina de Fútbol Sin equipos             |                                            |                                            |                                            |                                            |                                            |                                            |
| Liga Reconquistense de Fútbol Sin equipos        |                                            |                                            |                                            |                                            |                                            |                                            |
| Liga Regional Ceresina de Fútbol Sin equipos     |                                            |                                            |                                            |                                            |                                            |                                            |
| Liga Regional Paivense de Fútbol Sin equipos     |                                            |                                            |                                            |                                            |                                            |                                            |
| Liga Regional Sanlorencina de Fútbol Sin equipos |                                            |                                            |                                            |                                            |                                            |                                            |
| Liga Regional Totorense de Fútbol Sin equipos    |                                            |                                            |                                            |                                            |                                            |                                            |
| Liga Santafesina de Fútbol 2 equipos             | Deportivo Santa Rosa Unión                 | Santa Fe                                   | La Capital                                 |                                            |                                            |                                            |
| Liga Venadense de Fútbol Sin equipos             |                                            |                                            |                                            |                                            |                                            |                                            |
| Liga Verense de Fútbol Sin equipos               |                                            |                                            |                                            |                                            |                                            |                                            |

## Fase de grupos

### Zona Centro-Norte
| Equipo               | Pts. | PJ | PG | PE | PP | GF | GC | DG |
| -------------------- | ---- | -- | -- | -- | -- | -- | -- | -- |
| Unión (Santa Fe)     | 9    | 3  | 3  | 0  | 0  | 4  | 1  | 3  |
| Deportivo Santa Rosa | 6    | 3  | 2  | 0  | 1  | 6  | 1  | 5  |
| Racing El Campesino  | 3    | 3  | 1  | 0  | 2  | 3  | 5  | -2 |
| Defensores del Oeste | 0    | 3  | 0  | 0  | 3  | 3  | 9  | -6 |

| \| Fecha \| Lugar \| Local \| Resultado \| Visitante \| \| ----------- \| ------------ \| -------------------- \| --------- \| -------------------- \| \| 13 de abril \| Villa Ocampo \| Racing El Campesino \| 0:2 \| Deportivo Santa Rosa \| \| 13 de abril \| Villa Ocampo \| Defensores del Oeste \| 1:2 \| Unión (Santa Fe) \| \| 14 de abril \| Villa Ocampo \| Racing El Campesino \| 3:2 \| Defensores del Oeste \| \| 14 de abril \| Villa Ocampo \| Unión (Santa Fe) \| 1:0 \| Deportivo Santa Rosa \| \| 14 de abril \| Villa Ocampo \| Unión (Santa Fe) \| 1:0 \| Racing El Campesino \| \| 14 de abril \| Villa Ocampo \| Deportivo Santa Rosa \| 4:0 \| Defensores del Oeste \| |              |                      |           |                      |
| Fecha | Lugar        | Local                | Resultado | Visitante            |
| 13 de abril | Villa Ocampo | Racing El Campesino  | 0:2       | Deportivo Santa Rosa |
| 13 de abril | Villa Ocampo | Defensores del Oeste | 1:2       | Unión (Santa Fe)     |
| 14 de abril | Villa Ocampo | Racing El Campesino  | 3:2       | Defensores del Oeste |
| 14 de abril | Villa Ocampo | Unión (Santa Fe)     | 1:0       | Deportivo Santa Rosa |
| 14 de abril | Villa Ocampo | Unión (Santa Fe)     | 1:0       | Racing El Campesino  |
| 14 de abril | Villa Ocampo | Deportivo Santa Rosa | 4:0       | Defensores del Oeste |

### Zona Sur
| Equipo                 | Pts. | PJ | PG | PE | PP | GF | GC | DG  |
| ---------------------- | ---- | -- | -- | -- | -- | -- | -- | --- |
| Rosario Central        | 9    | 3  | 3  | 0  | 0  | 23 | 0  | 23  |
| Liga Cañadense         | 6    | 3  | 2  | 0  | 1  | 4  | 8  | -4  |
| Liga Deportiva del Sur | 3    | 3  | 1  | 0  | 2  | 2  | 10 | -8  |
| Liga D. San Martín     | 0    | 3  | 0  | 0  | 3  | 1  | 12 | -11 |

| \| Fecha \| Lugar \| Local \| Resultado \| Visitante \| \| --------- \| ------------ \| ---------------------- \| --------- \| ---------------------- \| \| 4 de mayo \| Cañada de G. \| Liga Cañadense \| 0:8 \| Rosario Central \| \| 4 de mayo \| Cañada de G. \| Liga D. San Martín \| 1:2 \| Liga Deportiva del Sur \| \| 5 de mayo \| Cañada de G. \| Liga Cañadense \| 2:0 \| Liga D. San Martín \| \| 5 de mayo \| Cañada de G. \| Liga Deportiva del Sur \| 0:7 \| Rosario Central \| \| 5 de mayo \| Cañada de G. \| Liga Deportiva del Sur \| 0:2 \| Liga Cañadense \| \| 5 de mayo \| Cañada de G. \| Rosario Central \| 8:0 \| Liga D. San Martín \| |              |                        |           |                        |
| Fecha | Lugar        | Local                  | Resultado | Visitante              |
| 4 de mayo | Cañada de G. | Liga Cañadense         | 0:8       | Rosario Central        |
| 4 de mayo | Cañada de G. | Liga D. San Martín     | 1:2       | Liga Deportiva del Sur |
| 5 de mayo | Cañada de G. | Liga Cañadense         | 2:0       | Liga D. San Martín     |
| 5 de mayo | Cañada de G. | Liga Deportiva del Sur | 0:7       | Rosario Central        |
| 5 de mayo | Cañada de G. | Liga Deportiva del Sur | 0:2       | Liga Cañadense         |
| 5 de mayo | Cañada de G. | Rosario Central        | 8:0       | Liga D. San Martín     |

## Fase final

### Cuadro de desarrollo
|  | Semifinales          | Semifinales |                 |                  | Final                        | Final                        |  |
|  | 8 de junio           | 8 de junio  |                 |                  | 9 de junio                   | 9 de junio                   |  |
|  |                      |             |                 |                  |                              |                              |  |
|  |                      |             |                 |                  |                              |                              |  |
|  | Rosario Central      | 4           |                 |                  |                              |                              |  |
|  | Rosario Central      | 4           |                 |                  |                              |                              |  |
|  | Deportivo Santa Rosa | 0           |                 |                  |                              |                              |  |
|  | Deportivo Santa Rosa | 0           |                 | Unión (Santa Fe) | 2                            |                              |  |
|  |                      |             |                 | Unión (Santa Fe) | 2                            |                              |  |
|  |                      |             | Rosario Central | 0                |                              |                              |  |
|  | Liga Cañadense       | 0           | Rosario Central | 0                |                              |                              |  |
|  | Liga Cañadense       | 0           |                 |                  |                              |                              |  |
|  | Unión (Santa Fe)     | 4           |                 |                  | Partido por el tercer puesto | Partido por el tercer puesto |  |
|  | Unión (Santa Fe)     | 4           |                 |                  | Partido por el tercer puesto | Partido por el tercer puesto |  |
|  |                      |             |                 |                  |                              |                              |  |
|  |                      |             |                 |                  | Deportivo Santa Rosa         | 1                            |  |
|  |                      |             |                 |                  | Deportivo Santa Rosa         | 1                            |  |
|  |                      |             |                 |                  | Liga Cañadense               | 0                            |  |
|  |                      |             |                 |                  | Liga Cañadense               | 0                            |  |
|  |                      |             |                 |                  |                              |                              |  |

### Semifinales
| Fecha      | Equipo 1        | Resultado | Equipo 2             |
| ---------- | --------------- | --------- | -------------------- |
| 8 de junio | Rosario Central | 4:0       | Deportivo Santa Rosa |
| 8 de junio | Liga Cañadense  | 0:4       | Unión (Santa Fe)     |

- Nota: Los partidos se llevaron a cabo en la ciudad de Santa Fe.

### Tercer puesto
| Fecha      | Equipo 1             | Resultado | Equipo 2       |
| ---------- | -------------------- | --------- | -------------- |
| 9 de junio | Deportivo Santa Rosa | 1:0       | Liga Cañadense |

- Nota: El partido se llevó a cabo en el estadio 15 de Abril de Santa Fe.

### Final
| Fecha      | Equipo 1         | Resultado | Equipo 2        |
| ---------- | ---------------- | --------- | --------------- |
| 9 de junio | Unión (Santa Fe) | 2:0       | Rosario Central |

- Nota: El partido se llevó a cabo en el estadio 15 de Abril de Santa Fe.

|                                      |
|                                      |
| Campeón Unión (Santa Fe) 1.er título |